# Vincenzo Viva
Vincenzo Viva (Francoforte sul Meno, 24 agosto 1970) è un vescovo cattolico italiano, dall'11 giugno 2021 vescovo di Albano.

## Biografia
Nasce a Francoforte sul Meno, nella diocesi di Limburgo, il 24 agosto 1970 da genitori pugliesi emigrati in Germania.

### Formazione e ministero sacerdotale
Dopo i primi studi compiuti in Germania fa rientro in Italia, a Copertino, diocesi di Nardò-Gallipoli, e consegue il diploma in lingue a Lecce. Compie gli studi teologici e filosofici presso la Pontificia Università Gregoriana come studente dell'Almo collegio Capranica in Roma.
Il 10 luglio 1997 è ordinato presbitero per la diocesi di Nardò-Gallipoli, dal vescovo Vittorio Fusco, che già lo aveva ordinato diacono.
Nel 2006 consegue il dottorato in teologia morale presso l'Accademia alfonsiana con una tesi intitolata Identità e rilevanza: l'argomento teologico-morale in bioetica. Un'indagine storica in prospettiva sistematica. Successivamente si perfeziona in bioetica presso l'Università Cattolica del Sacro Cuore.
Nella sua diocesi di origine svolge diversi incarichi, vice rettore del seminario diocesano e successivamente padre spirituale dello stesso; collaboratore parrocchiale e docente di religione cattolica presso il liceo classico di Nardò. La carriera accademica lo porta ad insegnare teologia morale presso la Facoltà teologica pugliese e presso l'Accademia alfonsiana, della quale era stato studente. Dal 2013 al 2021 è rettore del Pontificio Collegio Urbano "De Propaganda Fide" e professore incaricato di teologia morale presso la Pontificia università urbaniana.
Oltre all'italiano conosce l'inglese, il tedesco e il francese.
Dal 2012 è cappellano di Sua Santità.

### Ministero episcopale
L'11 giugno 2021 papa Francesco lo nomina vescovo di Albano; succede a Marcello Semeraro, precedentemente nominato prefetto della Congregazione delle cause dei santi. L'8 settembre, festa della natività della Vergine Maria, riceve l'ordinazione episcopale, in piazza Pia (adiacente alla cattedrale di San Pancrazio) ad Albano Laziale, dal cardinale Marcello Semeraro, suo predecessore e amministratore apostolico, co-consacranti il cardinale Luis Antonio Tagle, prefetto della Congregazione per l'evangelizzazione dei popoli, e Fernando Filograna, vescovo di Nardò-Gallipoli. Durante la stessa celebrazione prende possesso della diocesi.

## Genealogia episcopale
La genealogia episcopale è:
- Cardinale Scipione Rebiba
- Cardinale Giulio Antonio Santori
- Cardinale Girolamo Bernerio, O.P.
- Arcivescovo Galeazzo Sanvitale
- Cardinale Ludovico Ludovisi
- Cardinale Luigi Caetani
- Cardinale Ulderico Carpegna
- Cardinale Paluzzo Paluzzi Altieri degli Albertoni
- Papa Benedetto XIII
- Papa Benedetto XIV
- Papa Clemente XIII
- Cardinale Marcantonio Colonna
- Cardinale Giacinto Sigismondo Gerdil, B.
- Cardinale Giulio Maria della Somaglia
- Cardinale Carlo Odescalchi, S.I.
- Cardinale Costantino Patrizi Naro
- Cardinale Lucido Maria Parocchi
- Papa Pio X
- Papa Benedetto XV
- Papa Pio XII
- Cardinale Carlo Confalonieri
- Cardinale Corrado Ursi
- Arcivescovo Cosmo Francesco Ruppi
- Cardinale Marcello Semeraro
- Vescovo Vincenzo Viva

## Stemma e motto

### Blasonatura

Inquartato di rosso e di azzurro: nel 1° all’ancora d’argento; nel 2° ad un monte di tre cime all’italiana di verde, movente da due burelle ondate d’azzurro, sormontato da una stella (7) dello stesso; nel 3° all’albero sradicato al naturale, fogliato di verde; nel 4° all’aquila al volo spiegato d’argento, imbeccata, membrata e coronata d’oro, lampassata e armata d’azzurro.

### Interpretazione
Lo stemma mette in evidenza quei tratti salienti che hanno caratterizzato la vita, la vocazione e la formazione di monsignor Viva attraverso il linguaggio araldico e la simbologia cristiana.
- L’ancora richiama il mistero della Redenzione e attraverso questo segno monsignor Viva affida il proprio ministero a Cristo Redentore, per mezzo del quale è donata la salvezza. Inoltre, il mistero della Redenzione è un tema centrale della teologia morale di sant'Alfonso e che ha ispirato il vescovo Vincenzo nella sua professione in ambito accademico. Inoltre, l'ancora è presente sullo stemma dell'Almo Collegio Capranica, dove monsignor Viva ha ricevuto la sua formazione per diventare sacerdote.
- Le onde del mare e i monti vogliono alludere alla missione evangelizzatrice degli apostoli, i quali sono chiamati a prendersi cura di ogni debolezza e a raggiungere con entusiasmo tutti i fratelli (cfr. Mt 10, 1-15 e Mt 28,16-20). Il tema dell'evangelizzazione è un riferimento anche al Pontificio Collegio Urbano "De Propaganda Fide", con la sua peculiarità di essere un Seminario missionario e universale, di cui il vescovo è stato rettore per otto anni. I monti e il mare richiamano infine la diocesi di Albano, che si estende dai Castelli Romani fino al litorale tirrenico.
- La stella è simbolo della Vergine Maria, modello della disponibilità a lasciarsi plasmare dallo Spirito Santo (cf. Lc 1,26-38; Lumen gentium n. 56) e sotto la cui guida e protezione monsignor Viva affida tutto il suo servizio pastorale. Le sette punte richiamano i sette doni dello Spirito Santo, di cui la Vergine Madre è rivestita in modo eccellente e che il vescovo invoca per obbedire con prontezza alle ispirazioni divine.
- Il pino marittimo che campeggia nel terzo quadrante è un chiaro riferimento allo stemma comunale di Copertino, città natale dei genitori del vescovo, dove è maturata la sua vocazione e dove ha svolto una parte del suo ministero sacerdotale, come presbitero della diocesi di Nardò-Gallipoli. Il pino simboleggia anche benignità e cordialità, a motivo della sua caratteristica di accogliere con la sua ombra tutte le creature, specialmente gli umili e quanti cercano rifugio.
- L'aquila è un riferimento alla città tedesca di Francoforte sul Meno, in cui è nato il vescovo Vincenzo, e dove è cresciuto fino all’età di sedici anni, ricevendo la prima formazione umana ed ecclesiale. Nella tradizione cristiana, l'aquila è spesso associata all'evangelista Giovanni che nel suo Vangelo contempla con occhio acuto la divinità del Redentore, ma è anche simbolo della protezione di Dio che, proprio come un'aquila, si prende cura del suo popolo, stringendo forte con le sue zampe i suoi figli per condurli in alto, fino al sole, insegnando loro a non lasciarsi abbagliare (cf. Es 19,4; Dt 32,11).

Anche gli smalti dei quadranti sono caratterizzati da un valore simbolico: 
- il rosso è il colore dell’amore e del sangue, per indicare l'immenso amore del Padre che invia il Figlio a versare il proprio sangue per noi;
- l'argento è il colore della trasparenza, quindi della verità e della giustizia, doti che devono sostenere quotidianamente lo zelo pastorale del Vescovo.